# British Touring Car Championship 1993
British Touring Car Championship 1993 var den 36:e säsongen av det brittiska standardvagnsmästerskapet, British Touring Car Championship. Säsongen kördes över sjutton race, varav tre var dubbelrace. Mästare blev tysken Joachim Winkelhock.

## Tävlingskalender
| Bana                            | Segrare            | Märke    |
| ------------------------------- | ------------------ | -------- |
| Silverstone Circuit             | Steve Soper        | BMW      |
| Donington Park                  | Tim Harvey         | Renault  |
| Snetterton Motor Racing Circuit | Steve Soper        | BMW      |
| Donington Park                  | Joachim Winkelhock | BMW      |
| Oulton Park                     | Joachim Winkelhock | BMW      |
| Brands Hatch                    | Joachim Winkelhock | BMW      |
| Brands Hatch                    | Steve Soper        | BMW      |
| Pembrey Circuit                 | Joachim Winkelhock | BMW      |
| Silverstone Circuit             | Keith O'Dor        | Nissan   |
| Knockhill Racing Circuit        | John Cleland       | Vauxhall |
| Knockhill Racing Circuit        | Julian Bailey      | Toyota   |
| Oulton Park                     | Joachim Winkelhock | BMW      |
| Brands Hatch                    | Paul Radisich      | Ford     |
| Thruxton Circuit                | David Leslie       | Vauxhall |
| Donington Park                  | Paul Radisich      | Ford     |
| Donington Park\|                | Alain Menu         | Renault  |
| Silverstone Circuit             | Paul Radisich      | Ford     |

## Slutställning

### Förarmästerskapet
| Plats | Förare             | Märke    | Poäng |
| ----- | ------------------ | -------- | ----- |
| 1     | Joachim Winkelhock | BMW      | 163   |
| 2     | Steve Soper        | BMW      | 150   |
| 3     | Paul Radisich      | Ford     | 110   |
| 4     | John Cleland       | Vauxhall | 102   |
| 5     | Julian Bailey      | Toyota   | 88    |
| 6     | Keith O'Dor        | Nissan   | 82    |
| 7     | Will Hoy           | Toyota   | 79    |
| 8     | David Leslie       | Vauxhall | 72    |
| 9     | Jeff Allam         | Vauxhall | 67    |
| 10    | Alain Menu         | Renault  | 57    |